# Floyd Cramer
Floyd Cramer (Shreveport, 27 ottobre 1933 – Nashville, 31 dicembre 1997) è stato un pianista statunitense.

## Biografia
Nato in Louisiana, è cresciuto in Arkansas. I suoi primi lavori sono stati in radio, suonando nel programma Louisiana Hayride.
Suonò con Elvis Presley nel 1955, fino a che Presley chiese a Cramer ed altri musicisti della Louisiana di seguirlo a Hollywood; cosa che Cramer rifiutò per stabilirsi a Nashville, dove intraprese un'intensa attività nel mondo della musica country come musicista di studio del settore. In queste vesti collaborò con lo stesso Elvis e con altri artisti come Brenda Lee, Patsy Cline, The Browns, Jim Reeves, Eddy Arnold, Roy Orbison, Don Gibson e The Everly Brothers.
Cramer iniziò a pubblicare album a suo nome negli anni '50; mentre tra i suoi brani più conosciuti vi è Last Date, brano strumentale del 1960 prodotto da Chet Atkins. Nel 1961 ebbe successo con On the Rebound, brano che poi venne inserito nel film An Education (2009), ambientato proprio nel 1961. 
Verso la metà degli anni '60 realizzò numerosi album e andò in tour con Chet Atkins e Boots Randolph. 
Morì di cancro ai polmoni l'ultimo giorno dell'anno 1997, all'età di 64 anni.
Nel 2003 è stato inserito nella Country Music Hall of Fame e nella Rock and Roll Hall of Fame.